# Le Cycle de Taï-Dor

Le Cycle de Taï-Dor est une série de bande dessinée d'heroic fantasy écrite par Serge Le Tendre et Rodolphe et dessinée par Jean-Luc Serrano (t. 1-6) puis Luc Foccroulle (t. 7) après le départ de Serrano pour le studio de cinéma DreamWorks. 
Ses trois premiers volumes ont été publiés directement en album entre 1987 et 1989 par Novedi sous le nom Taï Dor. Les quatre suivants ont été publiés par Vents d'Ouest de 1991 à 1997 sous le nom Le Cycle de Taï-Dor. C'est selon Patrick Gaumer, l'une des « meilleures séries du genre ».

## Liste des albums
Sauf précision, dessin de Jean-Luc Serrano et scénario de Serge Le Tendre et Rodolphe.
1. Les Gants de Taï Dor, Novedi, 1987.
2. Le Masque de Taï Dor, Novedi, 1988.
3. Gilles de Taï Dor, Novedi, 1989.
4. La Veuve noire 1, Vents d'Ouest, 1991.
5. La Veuve noire 2, Vents d'Ouest, 1992.
6. Les Enfants perdus, Vents d'Ouest, 1994.
7. Le Mage, dessin de Luc Foccroulle, Vents d'Ouest, 1997.